# Tính ký kết
Trong điện toán, tính ký kết là một thuộc tính của các loại dữ liệu đại diện cho các số trong các chương trình máy tính. Một biến số được ký nếu nó có thể đại diện cho cả số dương và số âm và không dấu nếu nó chỉ có thể đại diện cho các số không âm (số 0 hoặc số dương).
Vì các số đã ký có thể đại diện cho số âm, chúng mất một dãy số dương chỉ có thể được biểu thị bằng các số không dấu có cùng kích thước (trong các bit) bởi vì khoảng một nửa giá trị có thể là giá trị không dương, trong khi loại không dấu tương ứng có thể dành tất cả các giá trị có thể cho phạm vi số dương.
Ví dụ, một bổ sung hai đã ký 16-bit số nguyên có thể giữ các giá trị −32768 đến 32767, trong khi số nguyên 16 bit không dấu có thể giữ các giá trị 0 đến 65535. Đối với phương pháp biểu diễn dấu hiệu này, bit ngoài cùng bên trái (bit quan trọng nhất) biểu thị giá trị là dương hay âm (0 đối với dương, 1 đối với âm).